# 查科裸尾犰狳
查科裸尾犰狳 （學名：Cabassous chacoensis）是四種裸尾犰狳之一，生活於南美洲的阿根廷、巴拉圭及可能於巴西出沒。其原生的生境為亞熱帶及熱帶乾旱森林及熱帶乾旱的灌木林。其最大的威脅為棲息地破壞。